# Любовь! Доблесть! Сострадание!
«Любовь! Доблесть! Сострадание!» (англ. Love! Valour! Compassion!) — комедийно-драматический фильм 1997 года, снятый режиссёром Джо Мантелло по мотивам одноимённой пьесы Терренса Макнэлли, который также выступил сценаристом картины.
Как и во многих киноадаптациях сценических пьес, сценарий претерпел многочисленные изменения, исключив почти все прямые обращения к аудитории. Эта картина остается единственным театральным фильмом режиссёра Мантелло, который был номинирован на получение Большого Специального Приза на кинофестивале в Довиле.

## Сюжет
Это история восьми друзей-гомосексуалистов, которые собираются на три летних уик-энда, в доме на берегу озера в округе Датчесс, штат Нью-Йорк, где они отдыхают, размышляют и планируют свою непростую жизнь в эпоху эпидемии СПИДа — середине 1990-х годов.
Дом принадлежит Грегори, успешному Бродвейскому хореографу, который чувствует приближение кризиса среднего возраста, он боится, что теряет свою креативность, и его двадцатилетнему любовнику Бобби, слепому юноше, помощнику по правовым вопросам, интересующегося садоводством.
Каждый из гостей в их доме так или иначе связан с работой Грегори. Артур и его давний партнёр Перри являются бизнес-консультантами; Джон Джекилл, распутный англичанин, который является аккомпаниатором танцев и недолюбливает своего брата Джеймса, милого юношу, заражённого СПИДом; его друг Рамон, общительный молодой человек, проявляющий симпатию к Бобби, и Базз Хаузер — фанат Бродвея, художник по костюмам и самый стереотипный гей в компании.
Первый совместный ужин заканчивается ссорой и последующим примирением.
На следующие выходные Джон привозит в дом своего брата-близнеца Джеймса, который всех удивляет своим манерным поведением. Во время того, когда все друзья собрались поиграть в волейбол, Рамон и Бобби отделились от остальных и ушли купаться, где Рамон поцеловал слепого юношу. Джеймс с удовольствием общается с Баззером, они всё больше сближаются и помогают друг другу принять свою болезнь.
Бобби по телефону сообщают, что скончалась его сестра, у мужчины случается истерика и успокоить его может только Грегори. На следующее утро Бобби признается своему любимому в измене, и Грегори решает выгнать его из дома. Вечером Артура и Перри все поздравляют с юбилеем — 14 лет совместной жизни, а Бобби уезжает.
В следующий уик-кенд Бобби возвращается, Грегори нападает на Рамона, но в дом вовремя приходят все остальные и прекращают это. Рамон начинает издеваться над хозяином дома. Баззер заботится об умирающем Джеймсе, ночью приходит Джон и пытается задушить брата, но не справляется с эмоциями и начинает рыдать. Базз коридоре разговаривает с Перри и просит его о заботе и уходе, когда болезнь начнёт прогрессировать.
Друзья общаются, ругаются, выясняют отношения и узнают неприятную правду друг о друге. Неверность, флирт, СПИД, внезапная переоценка ценностей, всё это заставляет героев задуматься о вопросах жизни и смерти.
В финале все собираются на репетицию номера из балета «Лебединое озеро», в процессе которой Джеймсу становится плохо, но запись номера продолжается. Герои танцуют под съёмку, каждый из них за кадром рассуждает о своей смерти. Эту видеозапись отправят в Карнеги-холл, на вечер, посвящённый борьбе со СПИДом.
В финале мужчины, вернувшись в дом и многое переосмыслив, оставляют пустые ссоры и все вместе наслаждаются ночным купанием под луной.

## Актёрский состав
- Джейсон Александер — Базз Хаузер
- Стивен Спинелла — Перри
- Стивен Богардус — Грегори Митчелл
- Рэнди Беккер — Рамон
- Джон Бенджамин Хикки — Артур
- Джастин Кирк — Бобби Брамс
- Джон Гловер — Джон и Джеймс Джекилл

## Критика
В целом, фильм получил положительные оценки критиков. В частности, хвалили актёрскую работу Джона Гловера.
Американский критик Роджер Эберт писал о картине: «…Драматическая арка настолько традиционна, что почти обнадеживает. Тем не менее, „Любовь! Доблесть! Сострадание!“ Обладает силой и проницательностью, и, возможно, сильным является то, что фильм не заинтересован в технических экспериментах: речь идет о персонажах и диалоге, выраженных в хорошей игре — само определение „хорошо сделано“. Мантелло, ставший режиссёром спектакля „Офф-Бродвей“ и дебютирующий в этом фильме, больше занимается записью спектаклей, чем визуальными инновациями. Он позволяет себе небольшие вспышки остроумия, но в основном он служит материалу, который хорошо вписывается в трогательную историю человеческой жизни — не гомосексуальную, а универсальную, поскольку реальные проблемы зависят не от сексуальности, а от характера…».
На сайте Rotten Tomatoes фильм имеет рейтинг 67 %, на основании 21 рецензии критиков, со средней оценкой 6,2 из 10.
На сайте Metacritic фильм набрал 59 баллов из 100, на основании 20 отзывов критиков.